# Giorgi Begadze
Pas d'image ? Cliquez ici

a Compétitions nationales et continentales officielles uniquement.

b Matchs officiels uniquement.
Dernière mise à jour le 21 décembre 2020.
Giorgi Begadze (en géorgien : გიორგი ბეგაძე), né le 4 mars 1986, est un joueur géorgien de rugby à XV qui évolue au poste de demi de mêlée. 

## Biographie
Giorgi Begadze se fait d'abord connaître à sept, en jouant avec la sélection en 2010, alors qu'il est joueur du Kochebi. Il termine cette année là à la 4e place du championnat de Géorgie avec son club. 
En 2011, il est appelé pour la première fois avec l'équipe de Géorgie, pour disputer la coupe des nations. La même année, il participe à la préparation pour la coupe du monde, mais il se blesse à la main et ne peut participer à la compétition. Il va ensuite disputer le championnat européen des nations 2012 en tant que doublure d'Irakli Abuseridze. La même année, il quitte le RC Kochebi pour le RC Batumi.
En 2013, il aborde le championnat d'Europe en tant que titulaire au poste de demi de mêlée, poste qu'il tiendra jusque début 2015. En début de saison, il retourne dans son club précédent, le RC Kochebi. 
En 2015, il participe à sa première coupe du monde. Il joue quatre matchs, mais n'est titulaire qu'à une seule reprise, face à la Nouvelle-Zélande. Il est en effet devenu le numéro 2 du poste de demi de mêlée, derrière Vasil Lobzhanidze. 
A l'intersaison 2017, il quitte le RC Kochebi pour le RC Locomotive, avec qui il remporte son premier titre de champion national. 
Il reste régulièrement appelé en équipe de Géorgie jusque fin 2017. Mais en 2018, ses sélections commencent à se raréfier. Il est toujours membre du groupe élargi, mais l’avènement de Vasil Lobzhanidze et Gela Aprasidze réduit son temps de jeu. Il participe néanmoins à la Pacific Nations Cup 2018. 
En 2019, il participe à la préparation à la coupe du monde, et bien qu'inclus dans l'effectif final, n'aura pas de temps de jeu. Après le mondial, il quitte le Locomotive pour rejoindre le RC Jiki.
Après une saison au Jiki, il revient au sein du Kochebi en 2020. En 2021, il intègre la franchise géorgienne du Black Lion qui évolue en Rugby Europe Super Cup, tout en continuant d'évoluer en Didi 10 avec le Kochebi.

## Palmarès
- Championnat européen des nations de rugby à XV 2010-2012
- Championnat européen des nations de rugby à XV 2012-2014
- Championnat européen des nations de rugby à XV 2014-2016
- Championnat de Géorgie de rugby à XV 2017-2018
- Championnat européen international de rugby à XV 2018-2019
- Championnat européen international de rugby à XV 2019-2020

## Statistiques

### En sélection
| Année | Compétition              | Matchs | Points | Essais | Transf. | Drops | Pénal. |
| ----- | ------------------------ | ------ | ------ | ------ | ------- | ----- | ------ |
| 2011  | Coupe des nations 2011   | 1      | -      | -      | -       | -     | -      |
| 2012  | CEN D1 2010-2012         | 4      | -      | -      | -       | -     | -      |
| 2012  | Test                     | 2      | -      | -      | -       | -     | -      |
| 2013  | CEN D1 2012-2014         | 4      | -      | -      | -       | -     | -      |
| 2013  | Tbilissi Cup 2013        | 2      | -      | -      | -       | -     | -      |
| 2013  | Test                     | 4      | -      | -      | -       | -     | -      |
| 2014  | CEN D1 2012-2014         | 5      | -      | -      | -       | -     | -      |
| 2014  | Tbilissi Cup 2014        | 3      | -      | -      | -       | -     | -      |
| 2014  | Test                     | 3      | -      | -      | -       | -     | -      |
| 2015  | CEN D1 2014-2016         | 3      | -      | -      | -       | -     | -      |
| 2015  | Tbilissi Cup 2015        | 3      | -      | -      | -       | -     | -      |
| 2015  | Test                     | 2      | -      | -      | -       | -     | -      |
| 2015  | Coupe du monde 2015      | 4      | -      | -      | -       | -     | -      |
| 2016  | CEN D1 2014-2016         | 5      | -      | -      | -       | -     | -      |
| 2016  | Test                     | 6      | -      | -      | -       | -     | -      |
| 2017  | REC 2017                 | 4      | -      | -      | -       | -     | -      |
| 2017  | Test                     | 5      | -      | -      | -       | -     | -      |
| 2018  | Pacific Nations Cup 2018 | 2      | -      | -      | -       | -     | -      |
| 2018  | Test                     | 1      | -      | -      | -       | -     | -      |
| 2019  | REC 2019                 | 2      | -      | -      | -       | -     | -      |
| 2020  | REC 2020                 | 2      | 5      | 1      | -       | -     | -      |
| Total | Total                    | 67     | 5      | 1      | -       | -     | -      |

| Essai | Adversaire | Lieu                 | Compétition | Date            | Résultat | Score |
| ----- | ---------- | -------------------- | ----------- | --------------- | -------- | ----- |
| 1     | Belgique   | Aia Arena, Koutaïssi | REC 2020    | 22 février 2020 | Victoire | 78-6  |